# Alexandra Restrepo
Alexandra Restrepo (Medellín, 10 de diciembre de 1970) es una actriz y humorista colombiana. Es hija de Francisco José Restrepo (locutor y presentador de noticias), conocida por sus participaciones y personajes en el programa Sábados felices y por su participación en la telenovela ¿Dónde carajos está Umaña? con el personaje de Sagrario.

## Carrera
Inicia su carrera en la producción de la televisión colombiana Musidramas de Producciones Punch, luego en dos seriados de la desaparecida programadora Do Re Creativa TV; Deseos y Mi barrio, también en Los frescos y La daga de oro. Avanzó también en otras producciones como la recordada Cuando quiero llorar no lloro de la serie Los victorinos de RTI. Posteriormente la llamó Caracol Televisión para participar en Sábados felices donde Alfonso Lizarazo le brindó su oportunidad en varios papeles diferentes, su padre Francisco José Restrepo la recomendó para avanzar en su carrera, siguió en La posada, comedia costumbrista de TeVecine al igual en Fronteras del regreso de Colombiana de Televisión. Después se retira de Sábados felices y regresa cuando Caracol se convierte en canal privado, luego hizo un papel pequeño en Pedro el escamoso. Es invitada para trabajar en la telenovela El baile de la vida, siguió en Vecinos y su destacamento llegó en ¿Dónde carajos esta Umaña? con el recordado papel de Sagrario una trabajadora del campo del altiplano cundiboyacense que mezclaba su acento con el costeño su frase era "¡Eche sumerce no joda!" donde se ganó el cariño del pueblo colombiano, ahora montó su sección dentro del programa Sábados felices Las aventuras de Sagrario en la cual entrevista a sus invitados con sus recordadas frases que muchos televidentes de Colombia la siguen recordando.

## Sábados felices
Cuando Alexandra Restrepo ingresó al elenco de Sábados felices en 1992, sus amigos no la apoyaron, inclusive le aconsejaron retirarse del espacio pues según ellos no le convenía a su carrera artística; además, durante mucho tiempo, ninguna programadora la volvió a llamar «porque infortunadamente en Colombia existe el estigma de que quien hace humor no puede hacer papeles dramáticos». Toda esta situación le costó lágrimas y momentos de depresión muy fuertes.

## Filmografía

### Televisión
- La influencer (2023-2024) — Martha[3]
- Las Villamizar (2022) — Eulalia[4]
- Pequeñas coincidencias (2021) — Fernanda
- Los Briceño (2019) — Myrta
- Las muñecas de la mafia 2 (2019) — Marina
- La Nocturna (2017)
- El tesoro (2016) — Rosaura
- Tiro de gracia (2015) — Intendente Adriana Carrera
- Niche (2014-2015 ) — Madre de Magno ( Actuación especial)
- Mujeres al limite (2014) — Adelaida Rubio
- Mentiras perfectas (2013) — Sra. Mejía
- ¿Dónde carajos está Umaña? (2012-2013) — Sagrario Cruz Mansilla
- Tu voz estéreo (2011)
- Amar y temer (2011)
- Los Victorinos (2009-2010)
- Vecinos  (2008-2009) — Sandra Patricia Rodríguez "Patico"
- Vuelo 1503 (2005)
- El baile de la vida (2005)
- La saga, negocio de familia (2004-2005) — Ginger
- Francisco el matemático (2001-2004) - Rosario de Beltrán
- Pedro el escamoso (2001) — Marlen Chavéz
- Cara o sello: Dos rostros de mujer (1995) — Pamela
- El Oasis (1994)
- Vuelo secreto (1993)
- Fronteras del regreso  (1992)
- La posada (1992) — Sobrina
- Cuando quiero llorar no lloro (Los Victorinos)  (1991) —  Ana María Londoño Kopell
- El cofre encantado
- La daga de oro
- Los frescos
- No juegues con mi vida
- Vida sin rumbo

### Participaciones especiales
- Musidramas
- Deseos
- Mi barrio, y otros unitarios

## Programa
- Sábados felices (1992-presente) — Humorista

## Cine
- El actor, el director y la guionista (2023)[5]
- El olvido que seremos (2020) — Azafata
- La ultima gota[6] (corto) 2020
- El Coco 3 (2019) — Sagrario
- Angustia (2017)
- Tr3s Días (2017) — Patricia
- El Coco 2 (2016) — Sagrario
- Güelcom tu Colombia (2015) — Alba Luz

## Teatro
- Infraganti (2009) — Teatro La Castellana

## Premios y nominaciones

### Premios TVyNovelas
| Año  | Categoría                             | Telenovela o Serie         | Resultado |
| ---- | ------------------------------------- | -------------------------- | --------- |
| 2013 | Mejor Actriz De Reparto De Telenovela | ¿Dónde carajos está Umaña? | Ganadora  |

### Premios India Catalina
| Año  | Categoría                             | Telenovela o Serie         | Resultado |
| ---- | ------------------------------------- | -------------------------- | --------- |
| 2013 | Mejor actriz de reparto de telenovela | ¿Dónde carajos está Umaña? | Ganadora  |

### Premios Talento Caracol
| Año  | Categoría    | Telenovela o Serie         | Resultado |
| ---- | ------------ | -------------------------- | --------- |
| 2013 | Mejor actriz | ¿Dónde carajos está Umaña? | Ganadora  |